# Лонг-Айленд
Лонг-Айленд (англ. Long Island — «довгий острів») — острів на південному сході штату Нью-Йорк.

## Опис
На західному краю Лонг-Айленда розташовані два з п'яти боро міста Нью-Йорка (Бруклін (округ Кінгс) і Квінс). Центральну і східну частини острова займають округи Саффолк і Нассо. У розмовній мові під терміном Лонг-Айленд зазвичай розуміють саме останні два округи. А Бруклін і Квінс називаються окремо (оскільки вони стали адміністративними частинами Нью-Йорка).
Округ Нассо більш урбанізований і перенаселений, ніж округ Саффолк з його аграрним укладом життя. Райони на південному узбережжі сильно заболочені, у них переважають білі піщані пляжі й архіпелаги. Старі сім'ї, відомі з часів боротьби за незалежність, усе ще проживають на цих територіях. На північному ж узбережжі більшість угідь належить американській та європейській аристократії. Сьогодні[коли?] головні природні цінності краю доступні для ознайомлення й основному населенню: розбито публічні парки, відкрито розплідники, заповідники та музеї.
Значне економічне зростання і зростання чисельності населення відбулося на території Лонг-Айленда, що не входить до міської межі Нью-Йорка, після Другої світової війни. Округ Нассо був найбільш швидкозростаючим з 1950-х до 1970-х років за кількістю населення. Саффолк до 1990 року залишався переважно аграрним районом, особливо східна його частина. Тут великої популярності набув літній туризм.
Лонг-Айленд відомий високим рівнем життя населення. Округ Нассо є третім серед найбагатших округів США і в ньому стягується другий за величиною податок у країні.
У недавньому минулому[коли?] північні території округу Саффолка, які раніше займали поля картоплі, перетворилися на виноробні плантації. А південь Саффолка популярний своїми пляжними курортами, включно з всесвітньо відомими Гемптоном (щорічний джазовий фестиваль) і Монтоком (маяк у Монток-Пойнті).

## Історія

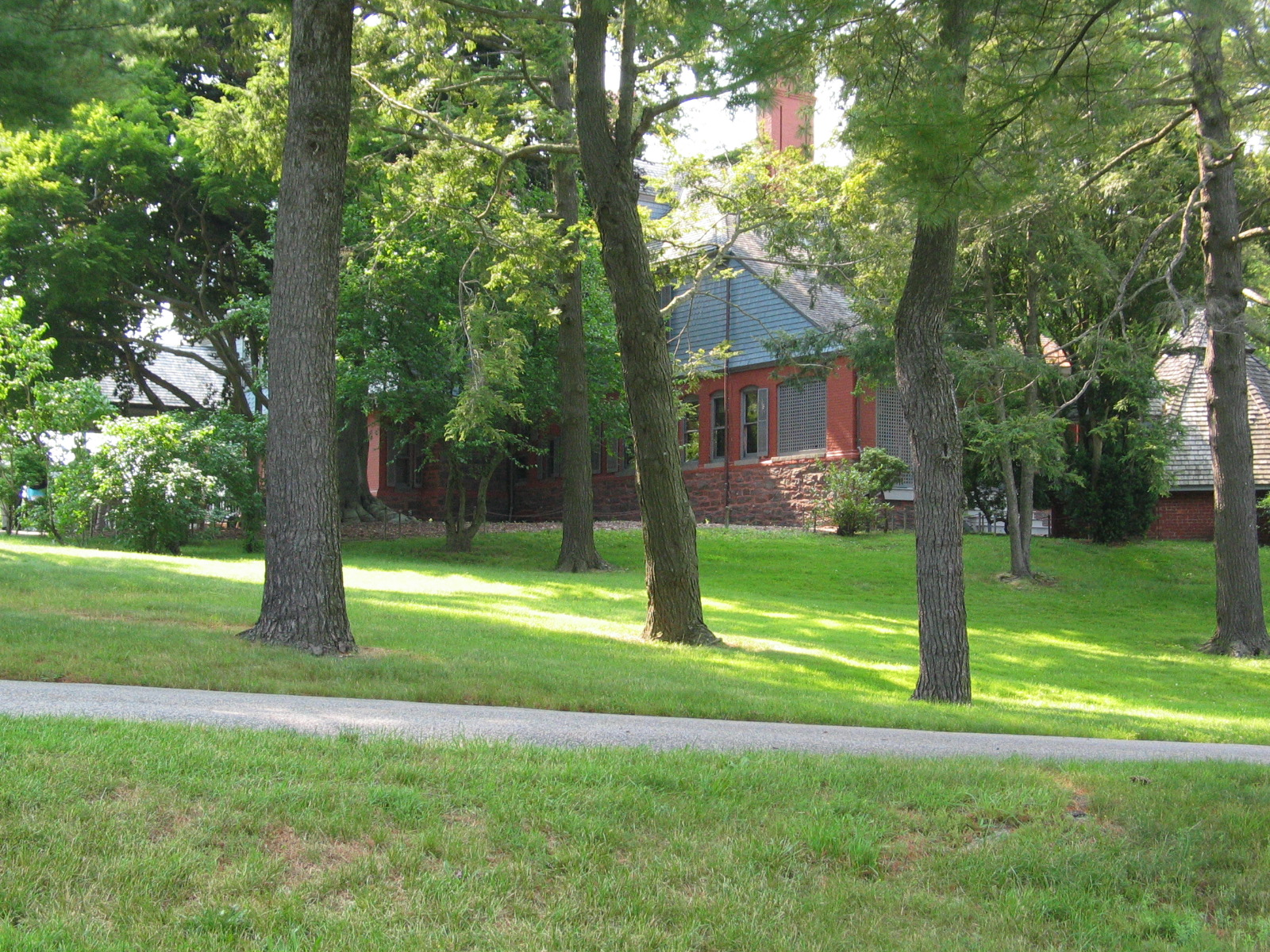
Будинок-музей Теодора Рузвельта

Історія Лонг-Айленда починається з європейської колонізації Америки. Відкритий 1609 року англійським мореплавцем Гудзоном. Плем'я ленапе, назване європейцями делавари, населяло західну частину острова і говорило мовою мансі алгонкінської мовної сім'ї. Джованні да Верраццано був першим європейцем, який зробив нотатку про зустріч із цим плем'ям, коли він зайшов у місце, відоме тепер як Затока Нью-Йорка, 1524 року. Східна частина острова була населена індіанцями, які розмовляють мовою групи мохеган-монтаук-наррагансет тієї самої мовної сім'ї, що свідчить про їхній зв'язок з аборигенами нинішніх Коннектикута і Род-Айленда. Більшу частину корінного індіанського населення Лонг-Айленда винищили колонізатори.
Західна частина Лонг-Айленда пізніше була заселена голландцями, тоді як на схід прийшли пуритани. Англійським домініоном острів став 1664 року, коли голландська колонія Новий Амстердам була захоплена англійцями і перейменована в Нью-Йорк. У 1683 році було утворено три округи — Кінгс, Квінс і Саффолк.
Під час Американської війни за незалежність у Бостонській битві острів був захоплений англійцями у генерала Джорджа Вашингтона і залишався неприступною фортецею до самого кінця війни. Після перемоги Англії в битві на острові 1776 року багато хто з тих, хто воював на боці колоній, втекли, на острові залишилися переважно лоялісти. Після перемоги колоністів острів перейшов знову під їхній контроль, безліч лоялістів втекли з острова й оселилися в Канаді за підтримки англійського уряду.

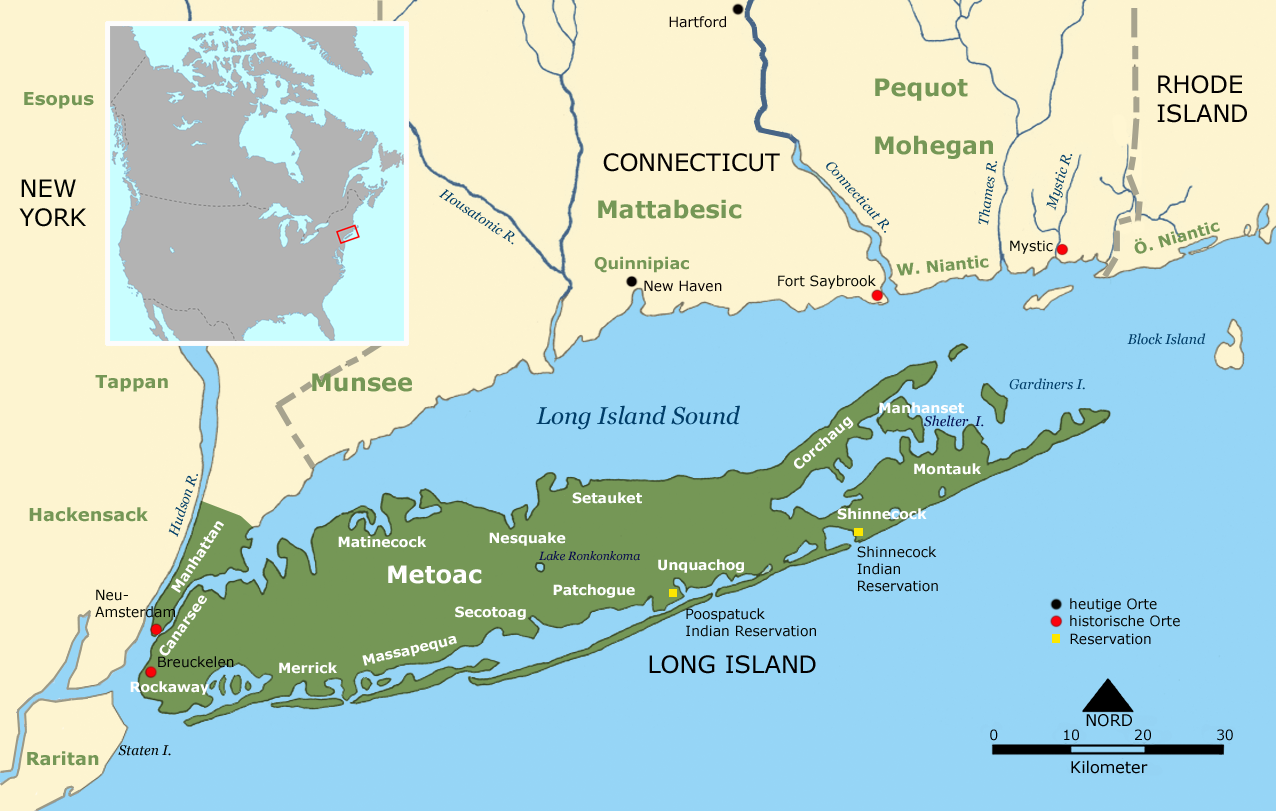
Лонг-Айленд

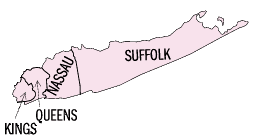
Округи (боро) Лонг-Айленда

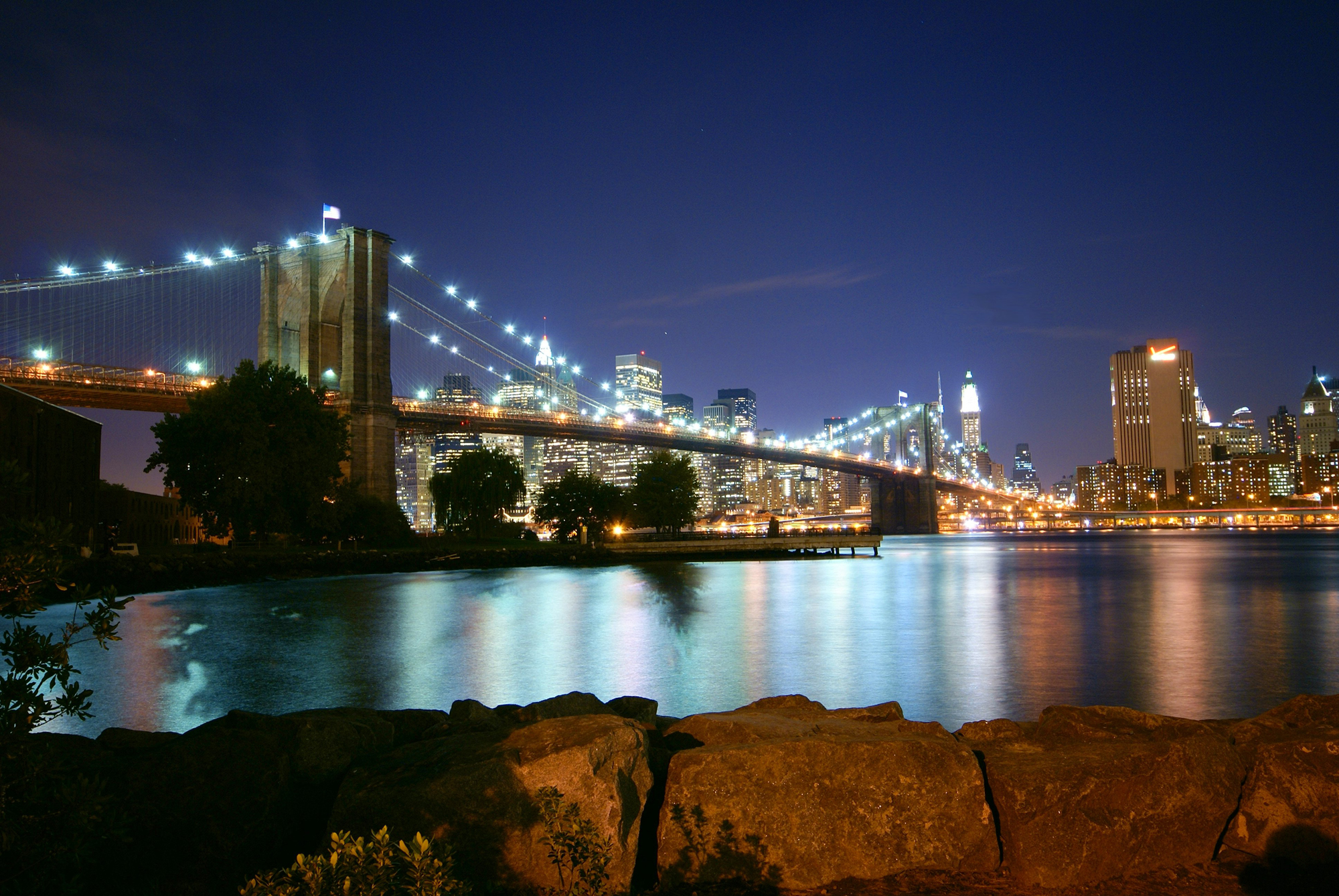
Бруклінський міст — перший із семи мостів, перекинутих через протоку Іст-Ривер. З'єднує Лонг-Айленд із районом (боро) Мангеттен

У XIX столітті Лонг-Айленд усе ще залишався переважно аграрним районом. Попередником залізниці Лонг-Айленда 1836 року став «Феррі-термінал», що простягнувся через Бруклін до району «Джамейка» у Квінсі. З 1830 по 1930 рік кількість населення подвоювалася кожні двадцять років, через що багато міст стали з'єднуватися одне з одним, як міська частина Брукліна з Кінгсом.
До 1883 року (поки не добудували Бруклінський міст) зв'язок між Лонг-Айлендом і континентальною частиною підтримувався за допомогою поромної переправи. Після того, як були побудовані інші мости і тунелі, чисельність населення знову почала різко збільшуватися. 1 січня 1898 року округ Кінгс і частину Квінса об'єднали в «Сіті-оф-грейтер-Нью-Йорк» («The City of Greater New York»), скасувавши таким чином усі міста, які входили до нього раніше.
У 1920-х і 1930-х роках Лонг-Айленд став перетворюватися з «фермерського острова» на зразок американського передмістя. Залізниця об'єднала округи і стала основною транспортною артерією до появи Лонг-Айлендської автостради. Роберт Мозес створив різні проєкти доріг із насадженнями дерев, які оперезали весь острів.
Після Другої світової війни чисельність населення почала зростати швидкими темпами, особливо в Нассо і Саффолку, куди активно почали переселятися жителі Нью-Йорка (післявоєнний бум). Найвідомішим прикладом є містечко Левіттаун. Воно було засноване 1946 року, коли фірма «Левітт енд сонс» («Levitt and Sons, Inc.») почала масове будівництво типового житла (будинки збираються як конструктор із готових деталей) для ветеранів війни. Селище стало стрімко зростати (450 осіб — у 1946, 60 тис. осіб — наприкінці 1950-х років) і певний час слугувало взірцем міського планування, але пізніше від ідеї однотипної забудови стали відмовлятися через зростаючу вартість землі та нерухомості. Водночас настала нова хвиля еміграції з Південної та Східної Європи і Латинської Америки.

## Географія
Максимальна довжина острова близько 225 км, максимальна ширина — 48 км, площа — 3629 км². За площею острів посідає 149-те місце у світі серед всіх островів.
Станом на 2000 рік населення Лонг-Айленда становило 7 448 618 осіб. За кількістю населення це вісімнадцятий острів у світі (наступний після острова Хайнань у КНР).
Острів поділяється на чотири округи (боро):
- Кінґс
- Квінз
- Нассау
- Саффолк

Округи Кінґс (Бруклін) та Квінз є частинами міста Нью-Йорк.

## Пригоди
- 1996 рік — пасажирський літак рейсу № 800 авіакомпанії TWA, який вилетів з аеропорту ім. Джона Кеннеді (Нью-Йорк) в Париж (Франція), вибухнув невдовзі після зльоту й розбився на узбережжі Лонг-Айленда.